# John Conway (astronom)
John E. Conway, född 1963, är en brittisk astronom verksam i Sverige. Han är sedan 2013 föreståndare för Onsala rymdobservatorium och sedan 2010 professor i observationell radioastronomi vid Chalmers tekniska högskola.
Conways forskning rör radiogalaxer och teknik för radioteleskop, i synnerhet långbasinterferometri. Hans design för antenner i spiralkonfiguration valdes för teleskopet ALMA. 
Conway var en av forskarna som porträtterades i den amerikanska tv-dokumentären The Astronomers (1991).
Vid Kungliga Vetenskapsakademiens ordinarie sammankomst den 12 april 2017 valdes Conway in som svensk ledamot i klassen för astronomi.